# Стара Балахонка
Стара Балахо́нка (рос. Старая Балахонка) — село у складі Кемеровського округу Кемеровської області, Росія.

## Населення
Населення — 106 осіб (2010; 78 у 2002).
Національний склад (станом на 2002 рік):
- росіяни — 98 %